# Joachim Otto Ronall
Joachim Otto Ronall (geboren als Joachim Otto Rosenthal 16. Februar 1912 in Kassel; gestorben 7. September 1979 in New York City) war ein deutschamerikanischer Ökonom.

## Leben
Joachim Otto Rosenthal war ein Sohn des Kaufmanns Paul Rosenthal (1874–1963) und der Ida Stern (1889–1971). Er studierte ab 1929 Rechts- und Staatswissenschaften in Göttingen, Berlin, Paris und Marburg und wurde 1934, noch nach der Machtergreifung, promoviert. Er war Mitglied der zionistischen Jugendorganisation Werkleute (Bund jüdische Jugend) und machte in Vorbereitung auf seine Alija eine Fotografenlehre. 1934 emigrierte er nach Palästina und änderte seinen Namen. Den Eltern und seiner Schwester Carla Kates gelang 1939 die Flucht in die USA. Ronall heiratete 1939 Nina Tartakovsky (1916–1949). In zweiter Ehe war er seit 1952 mit der Psychotherapeutin Ruth Deutsch verheiratet, sie haben zwei Kinder.
Ronall war von 1935 bis 1939 als Ausbilder bei der Palestine Police, von 1938 bis 1942 kaufmännischer Angestellter in Haifa. Im Zweiten Weltkrieg wurde er Mitglied der Palestine Volunteer Force. Von 1942 an arbeitete er für die United Kingdom Commercial Corporation, ab 1945 für die Jewish Agency, im Jahr 1948/49 war er bei der Anglo-Palestine Bank in Tel Aviv angestellt. Ronall wurde 1948 in den Auswärtigen Dienst Israels berufen und war in den Folgejahren als Vizekonsul, als Wirtschaftsattaché und Chargé d’Affaires in New York City, Los Angeles, Manila und Tokyo eingesetzt. Er verließ 1957 den Staatsdienst und wurde in New York Mitarbeiter der Finanzierungsgesellschaft J. L. Feuchtwanger, arbeitete 1958 für Rassco und wurde 1960 als Asienexperte Mitarbeiter der Federal Reserve Bank, in der er bis 1977 blieb.
Ronall wurde 1967 Adjunct Professor für Wirtschaft an der Fordham University und lehrte auch an der St. John’s University. Er war seit 1965 Mitglied des Leo Baeck Instituts und war unter anderem Mitglied der Royal Asiatic Society, der Middle East Studies Association of North America und schrieb Wirtschaftsartikel für die 1971 erschienene Encyclopaedia Judaica.

## Schriften (Auswahl)
- Das Handelsunternehmen als Kreditgrundlage im französischen Recht. Marburg, R.- u. staatswiss. Diss., 1933
- mit Kurt Grunwald: Industrialization in the Middle West. New York : Council for Middle Eastern Affairs Press, 1960
- Die wirtschaftliche und soziale Bedeutung des Hadjdj für Saudi-Arabien. In: Bustan : österreichische Zeitschrift für Kultur und Politik der islamischen Länder, 1967, Jg. 8, H. 3, S. 33f.
- Julius Blum Pascha ; an Austro-Hungarian banker in Egypt. München : Bruckmann, 1968
- Iranian-American economic survey, 1976/2535 : a publication devoted to the promotion of economic relations between Iran and the United States of America. New York : Manhattan Pub. Co., 1976
- Zeitschriftenaufsätze